# Michel Brusselmans
Michel Brusselmans (født 12. februar 1886 i Paris, Frankrig - død 20. september 1960 i Bruxelles, Belgien) var en belgisk komponist.
Brusselmans blev født i Paris af belgiske forældre, og studerede komposition på det Kongelige Musikkonservatorium i Bruxelles hos bl.a. Paul Gilson og Edgar Tinel, og studerede senere videre i Paris på Schola Cantorum hos Vincent d'Indy. Han har skrevet 3 symfonier, orkesterværker, koncertmusik, kammermusik, korværker, vokalmusik, scenemusik, filmmusik etc. Brusselmans komponerede i impressionistisk stil.

## Udvalgte værker
- Symfoni nr. 1 (1924) - for orkester
- Symfoni nr. 2 (1934) - for orkester
- Symfoni nr. 3 "Levantine" (1956) - for orkester